# Большое Козино
Большо́е Козино́ (ударение на последней букве о), Козино Большое — рабочий посёлок в Балахнинском районе Нижегородской области России.
Население — 6704 чел. (2021). Железнодорожная станция (Козино) на ветке Нижний Новгород — Заволжье.

## История
Указ Ивана Грозного, от 7 января 1582 года называет Большое Козино «сельце Кудиново, а прозвище Козинское». Этим указом Большое Козино и все окрестные села и деревни вдоль Волги, что были «на оброке за Михаилом за Спірином за иныеми черными людьми», передавались Троице-Сергиевскому монастырю взамен его Переславльских земель.
В 1608 году в этой местности произошло сражение между нижегородцами и приверженцами Лжедимитрия. 
На окончание XIX столетия Козино Большое село, при впадении реки Пыры в Волгу, в Балахнинском уезде, Нижегородской губернии, в котором проживало 2 482 жителя обоего полу, в 355 дворах. 
Местное население занималось деланием гвоздей и судостроением.
С 1 февраля 1932 года ВЦИК постановил преобразовать в рабочий посёлок селение Б. Козино, Балахнинского района, с включением в его поселковую черту селений: Костенево и Ляхово.
С 2014-2019 годы, в окрестностях посёлка проводился фестиваль музыки и технологий Alfa Future People.

## Население
| 1959  | 1970  | 1979  | 1989  | 2002  | 2008  |
| ----- | ----- | ----- | ----- | ----- | ----- |
| 8567  | ↗9238 | ↘8538 | ↘6785 | ↘5664 | ↗5692 |
| 2009  | 2010  | 2011  | 2012  | 2013  | 2014  |
| ↘5612 | ↗5902 | ↘5896 | ↗6031 | ↗6216 | ↗6330 |
| 2015  | 2016  | 2017  | 2018  | 2019  | 2020  |
| ↗6549 | ↗6630 | ↗6668 | ↗6723 | ↗6845 | ↗6897 |
| 2021  |       |       |       |       |       |
| ↘6704 |       |       |       |       |       |

## Экономика
Население посёлка занято на предприятиях Нижнего Новгорода и Балахнинского района.
В 2014 году Федеральное агентство морского и речного транспорта (Росморречфлот) приступило к проектированию низконапорного гидроузла на Волге в районе посёлка с ориентировочным сроком строительства к 2020 году. По состоянию на 2022 год, гидроузел не построен, вокруг целесообразности его сооружения ведётся общественная полемика. Сооружение низконапорной плотины — перспективного гидротехнического объекта, дающего возможность дополнительного шлюзования, — признано единственным выходом для обеспечения судоходства в маловодные сезоны на рискованном участке с крутыми перекатами от Городца до Нижнего Новогорода с гарантированными глубинами 4 метра. Об этом 27 октября 2014 года в интервью газете «Гудок» заявил глава Росморречфлота Александр Давыденко.

## Достопримечательности

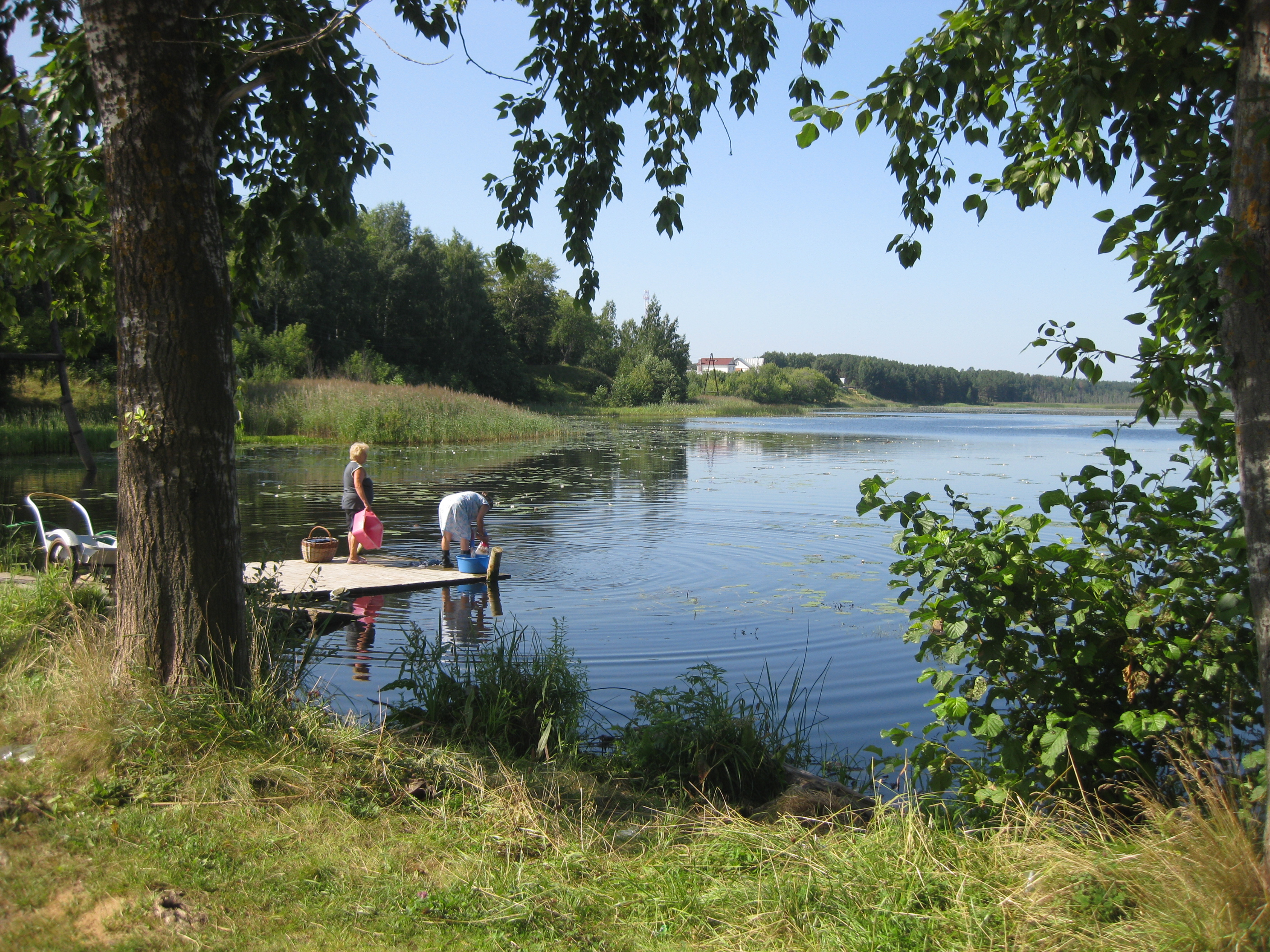
Большекозинский пруд

- Храм Михаила Архангела, построен в 1801 году — памятник архитектуры регионального значения.
- Святой источник Преподобного Пафнутия Балахнинского находится в километре от поселка. Согласно преданию, он забил на месте молитв этого местночтимого святого[25].[26]
- Памятники истории — стоянки древнего человека (в III—II тысячелетии до нашей эры на территории области жили племена балахнинской неолитической культуры) находятся в окрестностях посёлка[27]:
  - Стоянка «Большое Козино-5», III тыс. до н. э. — 0,05 км к западу.
  - Стоянка «Большое Козино-6», III тыс. до н. э. — 0,05 км к востоку.

## Известные люди
- Баранов, Константин Яковлевич — советский художник.
- Большое Козино — родина дважды Героя Советского Союза генерал-лейтенанта В. Г. Рязанова, которому в посёлке установлен памятник (1953 г., скульпторы Л. Е. Кербель, В. Е. Цигаль, архитектор В. В. Калинин, бронза, гранит).
- На старом кладбище похоронены почти все предки и родственники В. П. Чкалова, жившие в деревне Высоково, так как принадлежали приходу большекозинского храма Михаила Архангела[28].

## Галерея

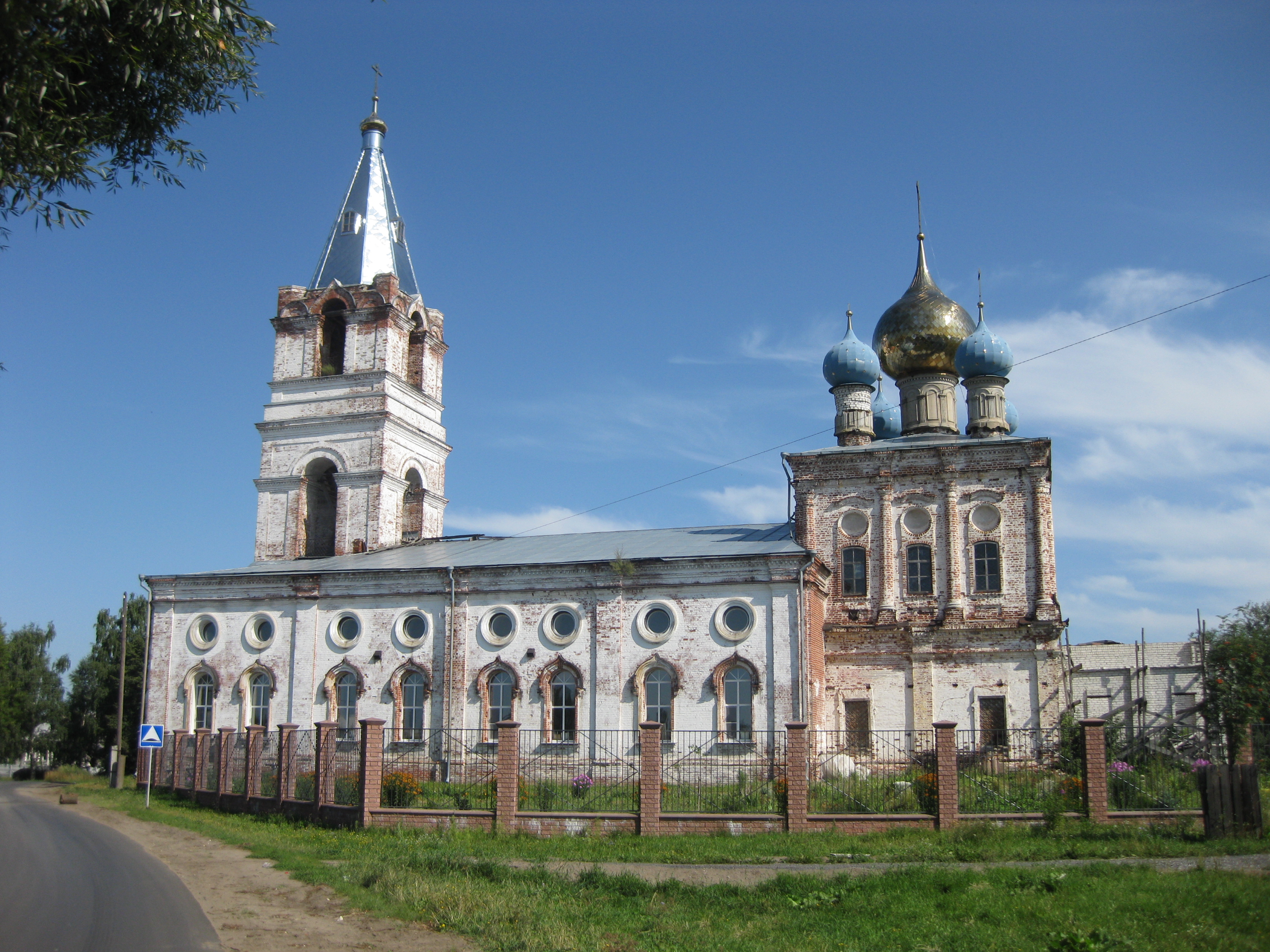
Церковь Михаила Архангела
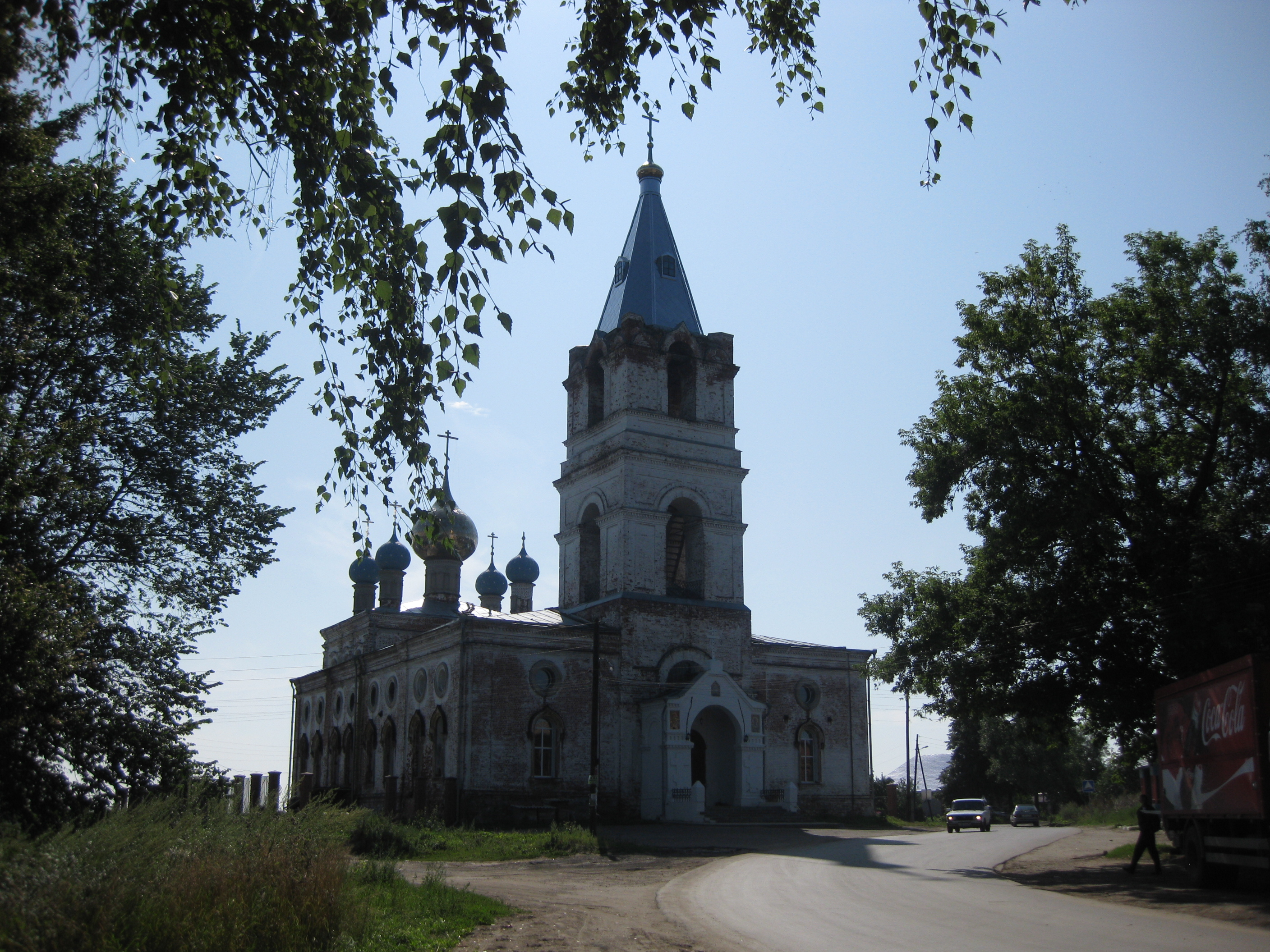
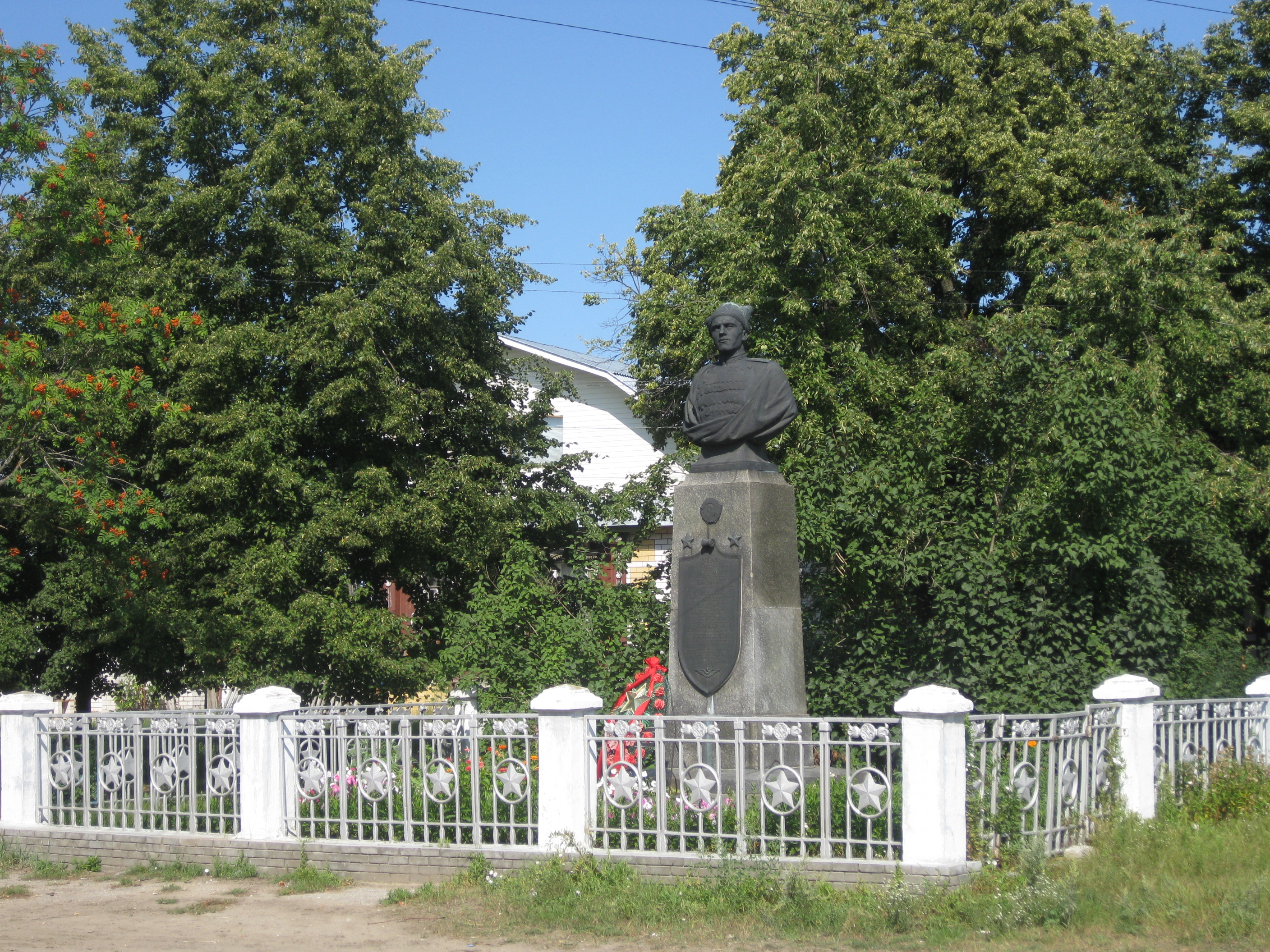
Памятник В. Г. Рязанову
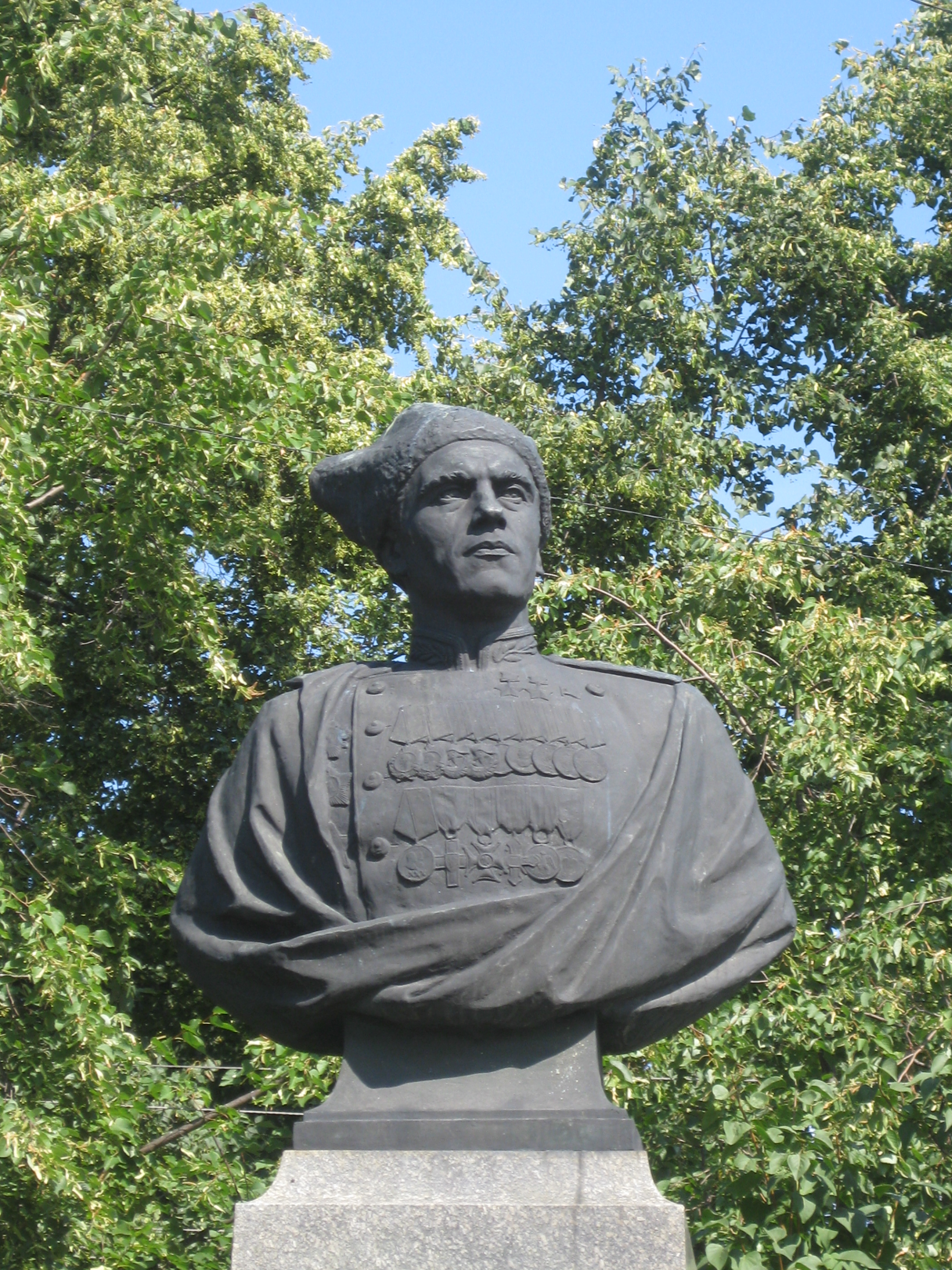